# Allan Michaelsen
Allan Richard Michaelsen (Kopenhagen, 2 november 1947 – 2 maart 2016) was een Deens voetballer en -trainer. Hij is de vader van Jan Michaelsen.

## Biografie
Michaelsen begon zijn carrière bij Boldklubben 1903. In 1969 won hij met deze club het landskampioenschap en werd hij verkozen tot Deens voetballer van het jaar. Dit bezorgde hem in het daaropvolgende seizoen een transfer naar het Franse FC Nantes. Na passages bij het Duitse Eintracht Braunschweig en het Zwitserse FC Chiasso keerde hij in 1979 terug naar Denemarken om er speler-trainer te worden bij Svendborg fB. Nadien beëindigde hij zijn actieve carrière om als trainer aan de slag te gaan.
Tussen 1969 en 1972 was Michaelsen tevens actief bij het Deens voetbalelftal waar hij acht wedstrijden speelde. Tijdens deze acht wedstrijden scoorde hij één doelpunt, dit in een vriendschappelijke wedstrijd tegen Bermuda op 1 juli 1969.
Michaelsen overleed na een langdurige ziekte in 2016 op 68-jarige leeftijd.